# Kalanchoe waldheimii
Kalanchoe waldheimii är en fetbladsväxtart som beskrevs av R.-hamet och Perrier. Kalanchoe waldheimii ingår i släktet Kalanchoe och familjen fetbladsväxter. Inga underarter finns listade i Catalogue of Life.